# Szachy z Lewis

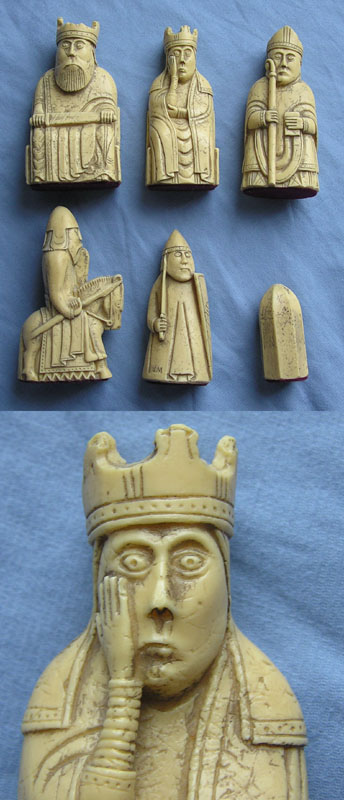
Szachy z Lewis
na górze: król, hetman („królowa”), goniec
pośrodku: skoczek, wieża, pion
na dole: zbliżenie „królowej”

Szachy z Lewis – jedna z kilku zachowanych do dziś kolekcji średniowiecznych bierek szachowych. Nazwa pochodzi od miejsca ich znalezienia – szkockiej wyspy Lewis.

## Pochodzenie
Przypuszcza się, że bierki zrobiono w Norwegii, być może były wykonane w XII wieku przez rzemieślników z Trondheim, gdzie znajdowano podobne egzemplarze. W tym okresie Hebrydy Zewnętrzne, razem z innymi dużymi szkockimi wyspami, należały do Norwegii. Niektórzy historycy uważają, że szachy z Lewis zostały ukryte (bądź zgubione) na skutek nieszczęśliwego wypadku, który wydarzył się podczas ich transportu z Norwegii do zamożnych osad na wschodnim wybrzeżu Irlandii.

## Wykonanie
Prawie wszystkie elementy kolekcji są wyrzeźbione z kłów morsów, pozostałe wykonano z zębów wieloryba. 93 elementy należą do 4 lub 5 zestawów, z których dwa są kompletne. W sumie szachy z Lewis składają się z 8 królów, 8 królowych, 16 gońców, 15 skoczków, 12 wież i 19 pionów. Wszystkie bierki są rzeźbami o ludzkich kształtach, z wyjątkiem pionów, które przypominają kamienie nagrobne. Skoczki są przedstawione jako jeźdźcy (na miniaturowych koniach), trzymający włócznie i tarcze. Wszystkie figury mają zdecydowanie ponury wyraz twarzy, z wyjątkiem trzech wież, które są ukazane jako bersekerzy, z dzikością w oczach ściskający swoje tarcze w szale wojennym. Niektóre z bierek były zabarwione na czerwono w celu odróżnienia od siebie dwóch kompletów (w szachach współczesnych używa się białego i czarnego koloru).

## Odkrycie
Figury zostały odkryte przed 1831 r. w piaszczystej ławicy na czubku zatoki Uig na zachodnim wybrzeżu wyspy Lewis w Hebrydach Zewnętrznych w Szkocji. Nie istnieją żadne współczesne relacje na temat tego, kiedy i jak dokonano odkrycia, ale pogłoski mówią, że zostały znalezione w małej, kamiennej komorze około 15 stóp poniżej szczytu ławicy.
Zostały przedstawione przez Redericka Ririego podczas spotkania Society of Antiquaries of Scotland 11 kwietnia 1831 r. Kolekcja niedługo potem została rozdzielona, 10 figur sprzedano Kirkpatrickowi Sharpe’owi, a pozostała część (67 figur szachowych i 11 pionków) zostało zakupionych w imieniu londyńskiego British Museum.
Kirkpatrick Sharpe znalazł jeszcze potem inne figury; jego kolekcja zwiększyła się do jedenastu elementów. Wszystkie zostały sprzedane lordowi Londesborough. W 1888 r. fragment kolekcji ponownie znalazł się w rękach Society of Antiquaries of Scotland, który przekazał zbiór do Royal Museum w Edynburgu.
Fragment kolekcji ofiarowany British Museum nadal znajduje się w zbiorach muzeum. Można go zobaczyć w sali nr. 42; jego numer identyfikacyjny to M&ME 1831,11-1.78-159.

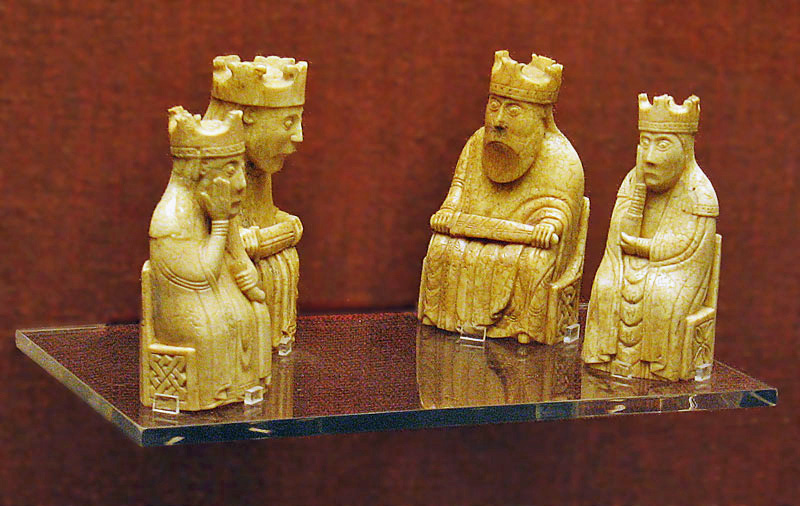
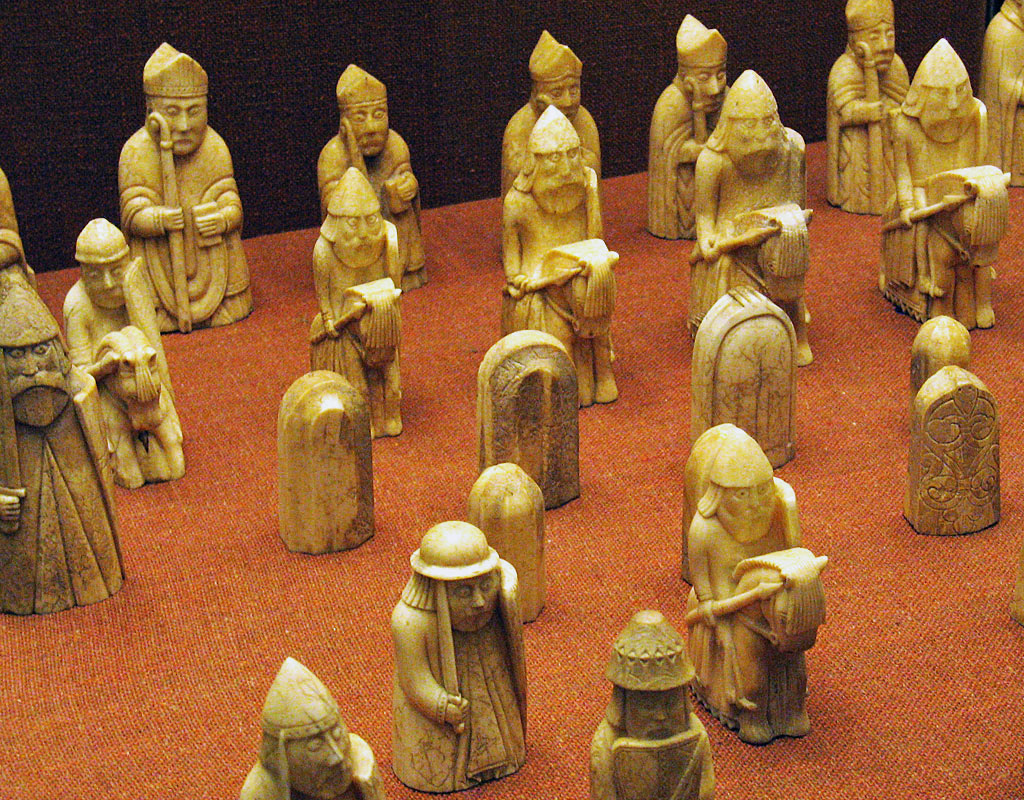
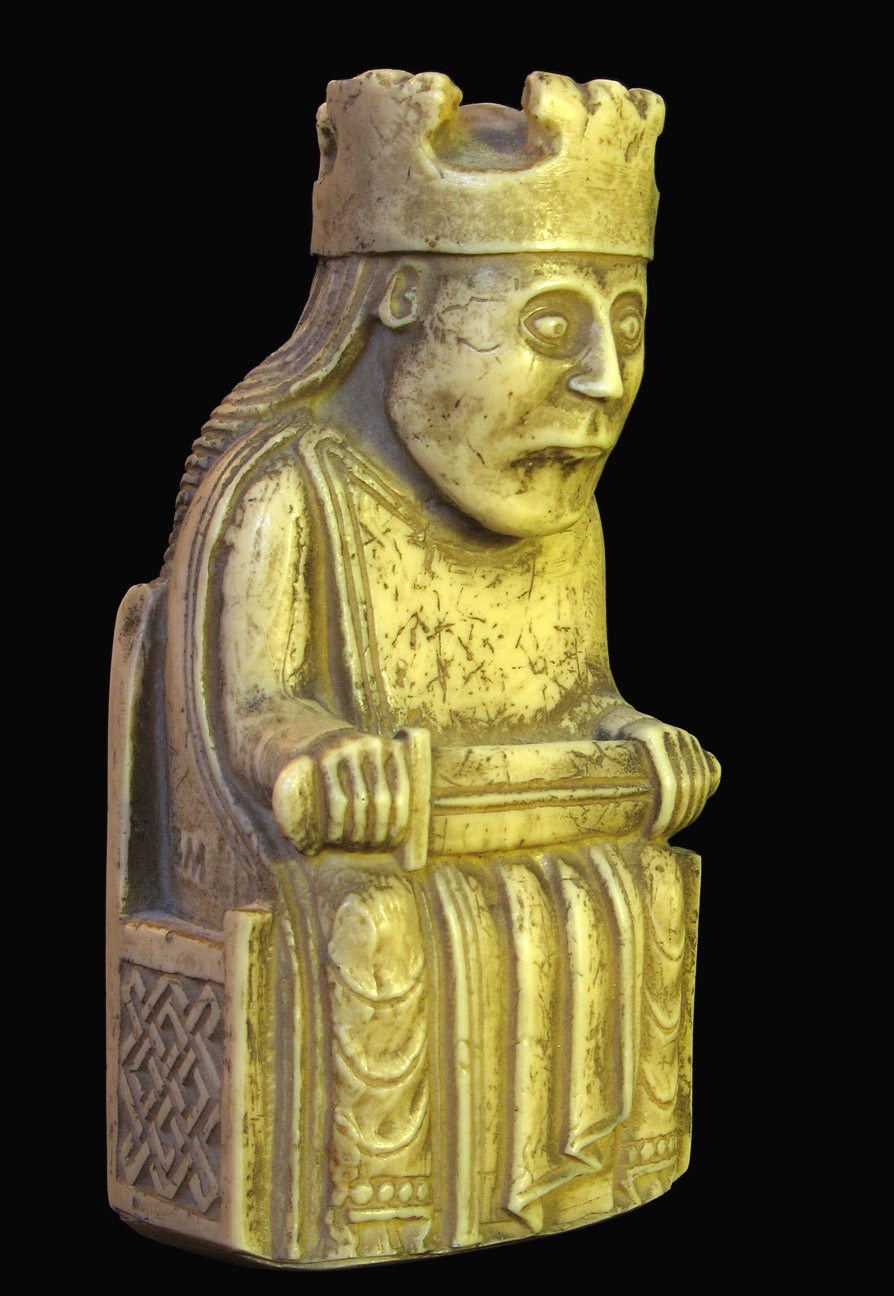
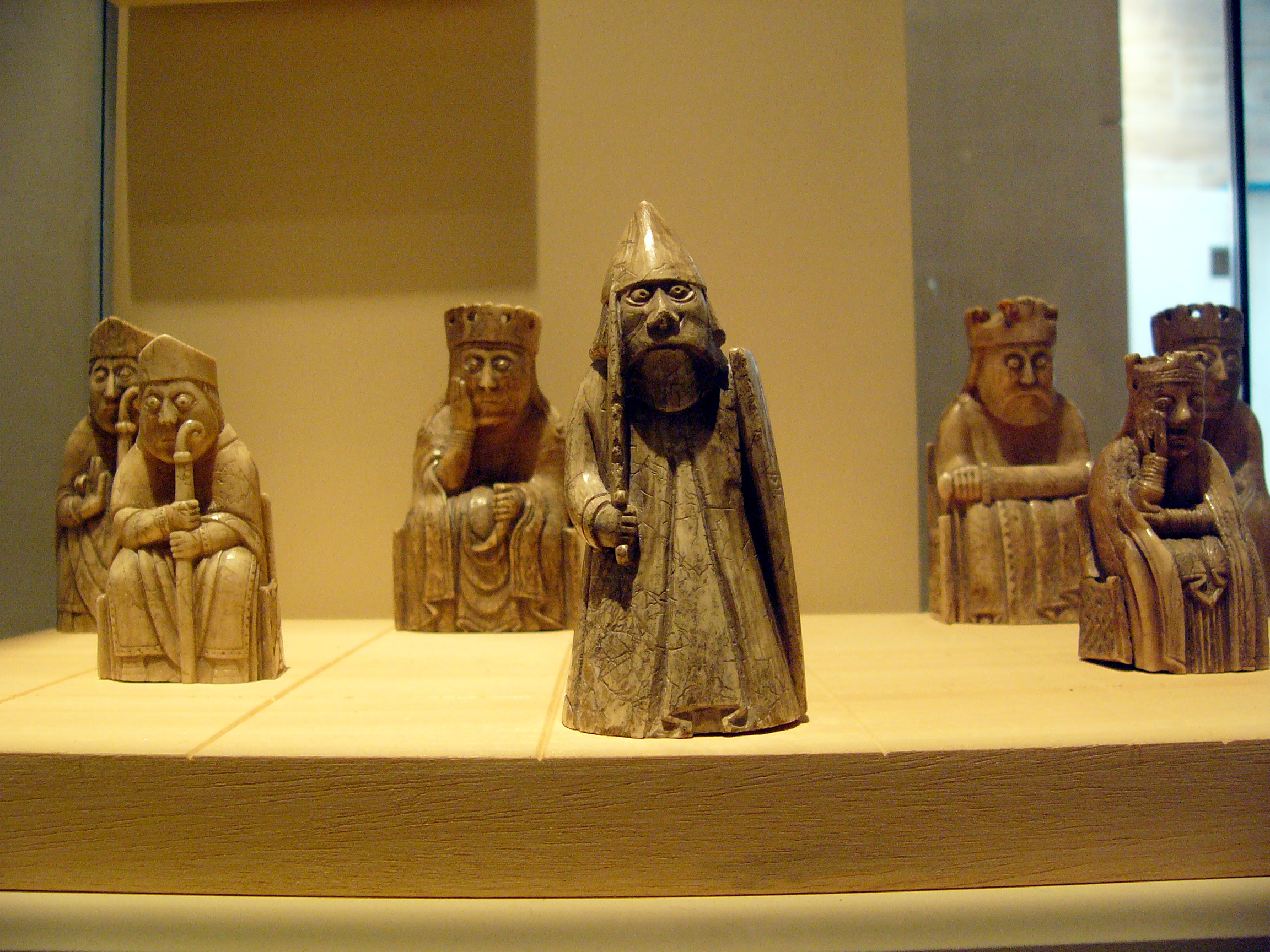
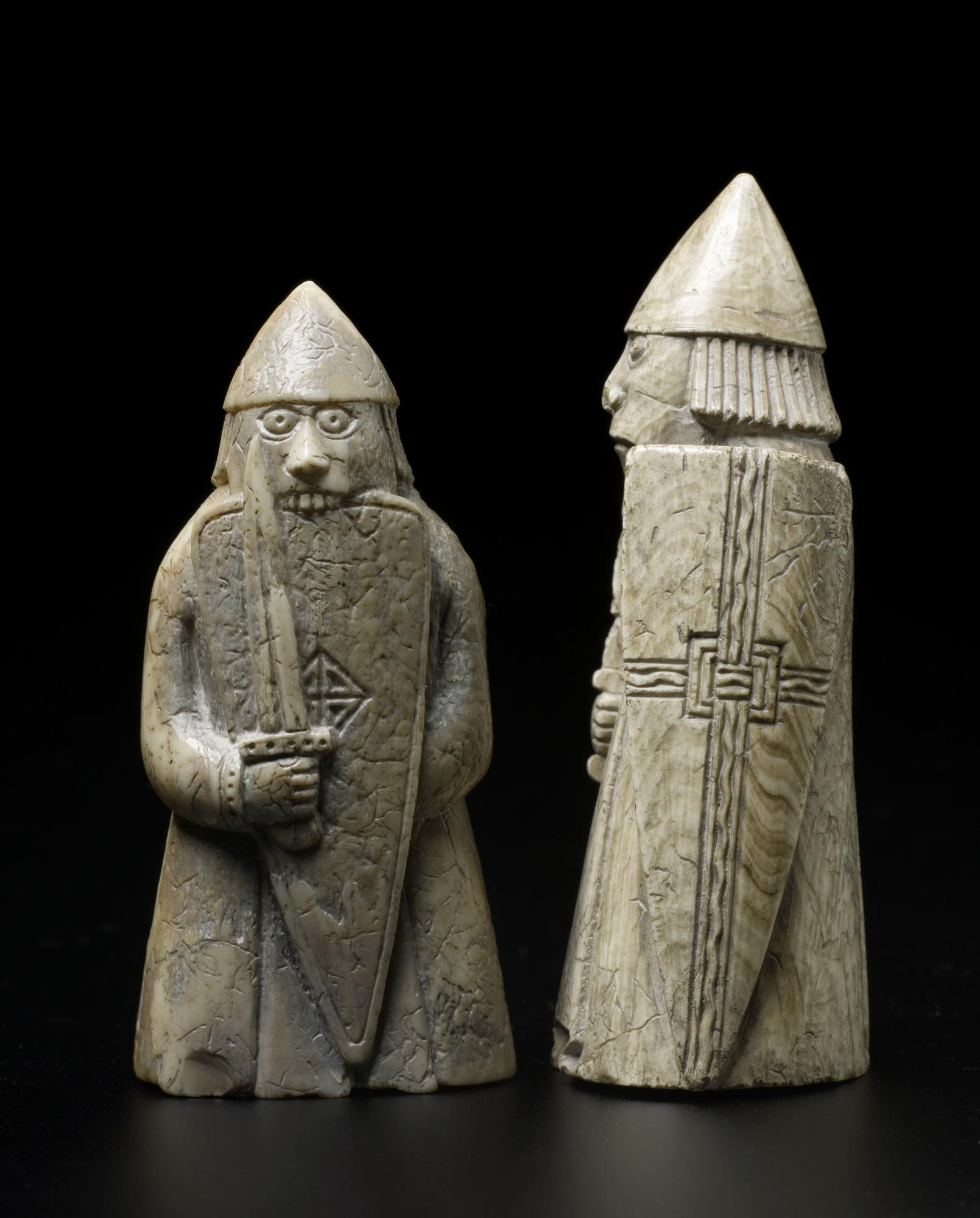

## Odniesienia w kulturze
W serialu Castle Rock szachy te używane są aby odróżnić teraźniejszość od przeszłości przez główną bohaterkę. Jest również przedstawiona ich historia. Charakterystyczny wygląd szachów z Lewis zainspirował twórców animowanego serialu Noggin the Nog. W filmie Harry Potter i Kamień Filozoficzny z 2001 roku bierki, którymi grają Harry i Ron w czarodziejskie szachy wykorzystują motywy z kolekcji. Piosenki Marching Mystery napisana przez Dougiego MacLeana oraz The Game Pieces Chrisa Lesliego, oparte są na historii tych szachów. W grze komputerowej Chessmaster (jej dziesiątym i jedenastym wydaniu) można uczestniczyć w trójwymiarowej symulacji gry szachowej wykorzystującej figury z wyspy Lewis. Figury szachowe z wyspy Lewis pojawiają się w książce kryminalno-obyczajowej Petera Maya "Jezioro Tajemnic"